# Rhizomyia selecta
Rhizomyia selecta är en tvåvingeart som beskrevs av Boris Mamaev 1967. Rhizomyia selecta ingår i släktet Rhizomyia och familjen gallmyggor. Inga underarter finns listade i Catalogue of Life.